# Istituto superiore per le industrie artistiche (Faenza)
(Payoff del trentennale dell'ISIA di Faenza)
L'Istituto superiore per le industrie artistiche di Faenza è un istituto statale di alta formazione nel campo del design. 
È uno dei quattro ISIA che in Italia da più di quarant'anni si occupano di ricerca e sperimentazione nel settore del design, e che costituiscono una nicchia di eccellenza nel sistema universitario.
Gli ISIA fanno parte del comparto AFAM, sotto l'egida del Ministero dell'istruzione, dell'università e della ricerca.
Come gli altri tre, l'ISIA di Faenza ha sperimentato una via italiana alla didattica del design, praticando un originale modello formativo con una organizzazione di tipo stellare, in cui, attorno ai due tracciati storici degli istituti di design (product design e visual design) si sviluppano delle opzioni didattiche di complemento, che vanno dal packaging design al fashion design, all'automotive design, al video-making.

## Titoli di studio
L'ISIA di Faenza rilascia un diploma accademico di I livello alla fine del corso triennale e un diploma accademico di II livello dopo il corso biennale.
I titoli sono equipollenti rispettivamente alla laurea di i livello e alla laurea magistrale.

## Conoscenze teoriche e attività pratiche
Come nella migliore tradizione delle scuole di design, teoria e prassi sono strettamente legate.
Il laureato ISIA avrà una forte conoscenza teorica della chimica e della fisica dei materiali, e conoscerà la storia dell'arte, del design, della comunicazione. E sintetizzerà in una sua personale maturazione creativa le capacità che gli consentiranno di affrontare praticamente problemi operativi, esperienze di progettazione, metodi di ingegnerizzazione, simulazioni di commessa.
Trasformerà quindi le proprie idee in progetti esecutivi, modelli e prototipi, lavorando all'interno dell'Istituto dove sono attivi laboratori di formatura e modellazione (con lavorazione dei metalli e del legno), laboratori di ceramica, di computer grafica, di video-making.

## Relazioni con l'industria
Fondamentale, in un progetto didattico come questo, risulta essere il rapporto con il mondo industriale. L'ISIA ha rapporti continuativi con molte decine di imprese di produzione, in ogni settori industriale. 
Nel II anno di studi del II livello, prima della tesi finale, ogni studente è tenuto a lavorare in stage presso un'impresa per un periodo di diverse settimane.

## Programma LLP-Erasmus
Una percentuale significativa di studenti ISIA si misura con l'esperienza di studio all'estero. È possibile per gli studenti passare da 3 a 9 mesi presso istituzioni europee per la formazione nel campo del design. Allo stesso tempo molti studenti europei studiano a Faenza.